# مایک باومگارتن
مایک باومگارتن (انگلیسی: Maik Baumgarten؛ زادهٔ ۲۶ آوریل ۱۹۹۳) بازیکن فوتبال اهل آلمان است.
از باشگاه‌هایی که در آن بازی کرده‌است می‌توان به باشگاه فوتبال هانزا روستوک و باشگاه فوتبال قوت-وایس ارفورت اشاره کرد.